# Mistrzostwa Azji U-20 w piłce nożnej kobiet
Mistrzostwa Azji U-20 w piłce nożnej kobiet (ang. AFC U-19 Women's Championship) – turniej piłkarski w Azji organizowany co dwa lata przez AFC (ang. Asian Football Confederation) dla zrzeszonych reprezentacji krajowych kobiet do lat 20. Pełnią funkcję kwalifikacji do mistrzostw świata U–20 – do światowego czempionatu awansuje dwa najlepsze zespoły danej edycji turnieju Azji.

## Historia
Zapoczątkowany został w 2002 roku przez AFC jako Mistrzostwa Azji U-19 w piłce nożnej kobiet. Rozgrywki zostały rozegrane na stadionach Indii. W turnieju finałowym 2002 uczestniczyły reprezentacje Chin, Chińskiego Tajpej, Guamu, Hongkongu, Indii, Japonii, Korei Południowej, Korei Północnej, Mjanmy, Singapuru, Tajlandii i Uzbekistanu. Najpierw 12 drużyn zostały podzielone na 3 grupy, a potem czwórka najlepszych zespołów systemem pucharowym wyłoniła mistrza. Pierwszy turniej wygrała reprezentacja Japonii.
W II edycji w turnieju finałowym 15 drużyn, które najpierw zostały rozbite na 4 grupy, a potem ósemka najlepszych zespołów systemem pucharowym wyłoniła mistrza.
Od III edycji po eliminacjach w turnieju finałowym 8 drużyn najpierw zostały rozbite na dwie grupy, a potem czwórka najlepszych zespołów systemem pucharowym wyłoniła mistrza. 
Od edycji 2015 po eliminacjach w turnieju finałowym 8 drużyn systemem kołowym walczą o tytuł mistrza.

## Finały
| 2002 Szczegóły | Indie        | Japonia                                  | 2:1                                      | Chińskie Tajpej                          | Chiny                                    | 4:1                                      | Korea Północna                           | 12 |
| 2004 Szczegóły | Chiny        | Korea Południowa                         | 3:0                                      | Chiny                                    | Korea Północna                           | 4:0                                      | Tajlandia                                | 16 |
| 2006 Szczegóły | Malezja      | Chiny                                    | 1:0                                      | Korea Północna                           | Australia                                | 3:2                                      | Japonia                                  | 8  |
| 2007 Szczegóły | Chiny        | Korea Północna                           | 1:0                                      | Japonia                                  | Chiny                                    | 1:0                                      | Korea Południowa                         | 8  |
| 2009 Szczegóły | Chiny        | Japonia                                  | 2:1                                      | Korea Południowa                         | Korea Północna                           | 1:0                                      | Chiny                                    | 8  |
| 2011 Szczegóły | Wietnam      | Japonia                                  | format ligowy                            | Korea Północna                           | Chiny                                    | format ligowy                            | Korea Południowa                         | 6  |
| 2013 Szczegóły | Chiny        | Korea Południowa                         | format ligowy                            | Korea Północna                           | Chiny                                    | format ligowy                            | Japonia                                  | 6  |
| 2015 Szczegóły | Chiny        | Japonia                                  | 0:0 (4 – 2) karne                        | Korea Północna                           | Korea Południowa                         | 4:0                                      | Chiny                                    | 8  |
| 2017 Szczegóły | Chiny        | Japonia                                  | 1:0                                      | Korea Północna                           | Chiny                                    | 3:0                                      | Australia                                | 8  |
| 2019 Szczegóły | Tajlandia    | Japonia                                  | 2:1                                      | Korea Północna                           | Korea Południowa                         | 9:1                                      | Australia                                | 8  |
| 2022 Szczegóły | · Uzbekistan | nie rozegrano z powodu pandemii COVID-19 | nie rozegrano z powodu pandemii COVID-19 | nie rozegrano z powodu pandemii COVID-19 | nie rozegrano z powodu pandemii COVID-19 | nie rozegrano z powodu pandemii COVID-19 | nie rozegrano z powodu pandemii COVID-19 | -  |
| 2024 Szczegóły | · Uzbekistan | Korea Północna U-20                      | 2:1                                      | Japonia U-20                             | Australia U-20                           | 1:0                                      | Korea Południowa U-20                    | 8  |

## Statystyki
| Lp. | Drużyna          | Mistrz | Wicemistrz | Lata triumfów                      |
| --- | ---------------- | ------ | ---------- | ---------------------------------- |
| 1.  | Japonia          | 6      | 2          | 2002, 2009, 2011, 2015, 2017, 2019 |
| 2.  | Korea Południowa | 2      | 1          | 2004*, 2013                        |
| 3.  | Korea Północna   | 2      | 6          | 2007, 2024                         |
| 4.  | Chiny            | 1      | 1          | 2006                               |
| 5.  | Chińskie Tajpej  | 0      | 1          |                                    |

* = jako gospodarz.